# Danilo Rigosa
Danilo Rigosa (Brescia, 17 ottobre 1949) è un musicista, cantante lirico e vocal coach italiano.
Negli anni sessanta/settanta fa parte di gruppi Rock progressivo tra i quali i JBclub insieme a Mauro Pagani, il violinista passato poi alla Premiata Forneria Marconi ) e La Bottega Del Fabbro; successivamente collabora con Marcella Bella, Gianni Bella, Mia Martini e Loredana Bertè.
Partecipa nel 1973 come percussionista alle tournée italiane di Jerry Mulligan, Astor Piazzolla ed Eumyr Deodato.
Nel 1977 dopo il militare e la laurea passa a musica diversa approdando al canto lirico che tuttora svolge a tempo pieno.
Come cantante basso dopo avere vinto svariati concorsi internazionali tra i quali il Verdi di Parma, il voci Verdiane di Busseto e il Mattia Battistini di Rieti, nel 1984 debutta con la sua prima opera da protagonista. Da allora ha cantato 126 titoli d'opera i teatri di tutto il mondo, con i più grandi direttori d'orchestra e registi.
Ha inciso oltre ai dischi di musica leggera (1967-1975) un disco di rock progressivo con La Bottega Del Fabbro; nella lirica esistono sul mercato discografico 13 opere complete incise in cd e 3 DVD d'opera live.
Svolge inoltre anche attività di insegnante di canto sia leggero che lirico; tra i suoi allievi Nayr, Naike Rivelli, Ornella Muti, Fabrizio Palma, Fiorenza Calogero per la musica leggera; il tenore Vittorio Grigolo, il basso Riccardo Zanellato, il mezzosoprano Martina Belli e i tenori Gustavo Porta e Giorgio Casciarri.
Collabora inoltre sia come vocal coach che come consulente musicale nelle incisioni discografiche e mastering con le case Decca, Universal, Sony Music e Sony Classica e con personaggi quali Davide Foster, Walter Affanasiev e Humberto Kartica negli studi della Virgin ed Universal.
Nel 2018 fonda, insieme al suo allievo Vittorio Grigolo, l’Accademia Lirica Internazionale VD Musica.